# Cena Karla Velikého

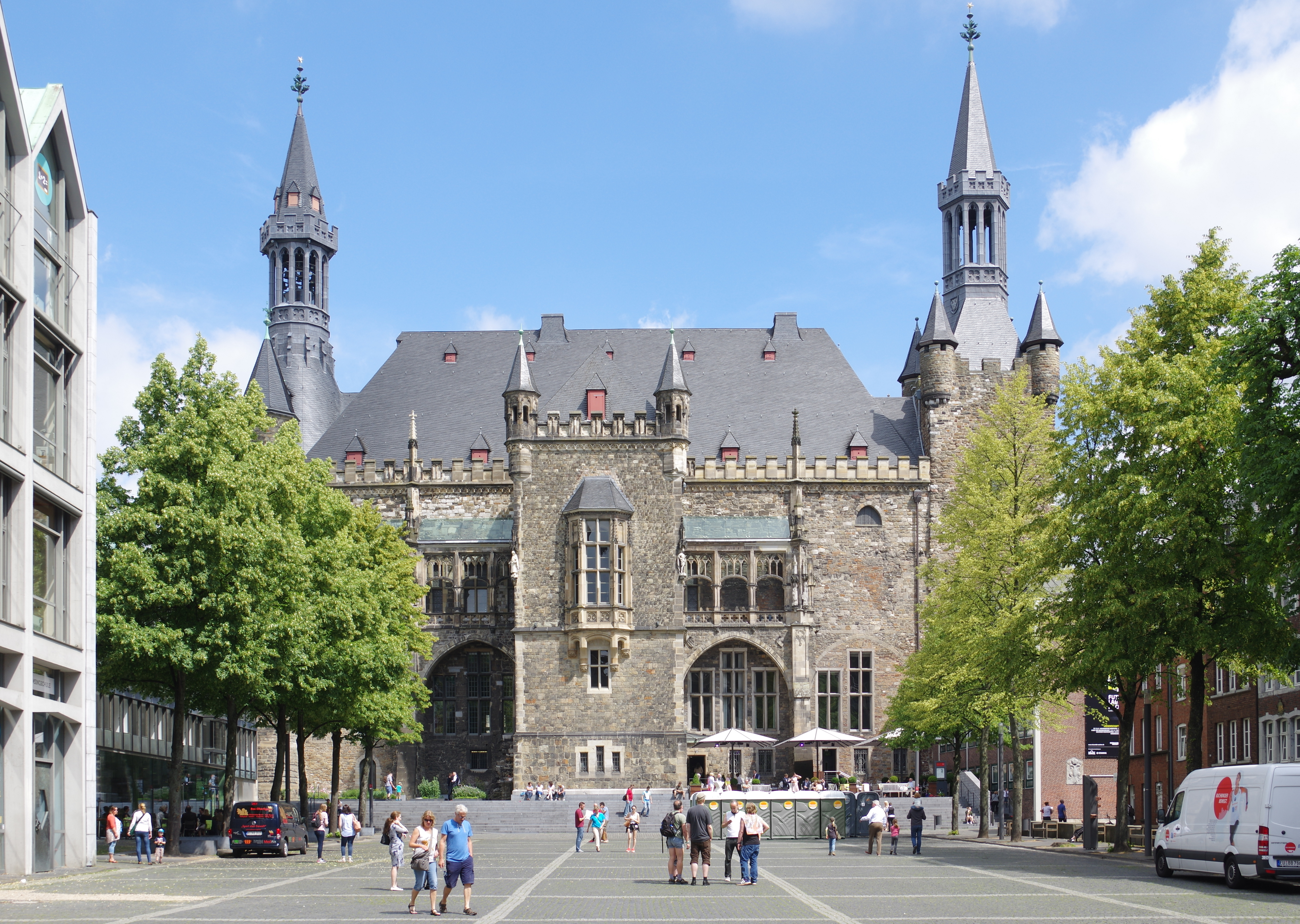
radnice města Cách

Cena Karla Velikého (německy Karlspreis) je jedno z nejprestižnějších evropských ocenění. Uděluje je (téměř) každoročně od roku 1950 německé město Cáchy osobnostem, které se podílely na prosazování myšlenek a ideálů, na kterých bylo ocenění založeno. Cena připomíná Karla Velikého, vládce Franské říše a zakladatele pozdější Svaté říše římské, jenž v Cáchách sídlil a je pohřben v tamní katedrále. Cena je tradičně udělována při slavnostním ceremoniálu ve svátek Nanebevstoupení Páně na radnici města Cách.

## Zakladatelské myšlenky
19. prosince 1949 předložil zakladatel čtenářského spolku „Corona Legentium Aquensis“ Kurt Pfeiffer návrh udělovat novou cenu: „Je nám ctí přednést návrh každoročního udělování mezinárodního ocenění za nejvýznamnější přínos k rozvoji porozumění v západní Evropě, činnost pro společenství, službu v zájmu lidstva a míru ve světě. Přitom se může jednat o zásluhy v oblasti literatury, vědy, ekonomie nebo politické úsilí.“
Sponzor ceny, město Cáchy, se přímo odvolává na Karla Velikého jako na „zakladatele západní kultury“ a prohlašuje, že za jeho vlády město Cáchy bylo duchovním a politickým centrem dnešní západní Evropy.

## Seznam laureátů
- 1950 Richard Mikuláš Coudenhove-Kalergi, zakladatel Panevropského hnutí
- 1951 Hendrik Brugmans
- 1952 Alcide de Gasperi
- 1953 Jean Monnet
- 1954 Konrad Adenauer
- 1956 Winston Churchill
- 1957 Paul Henri Spaak
- 1958 Robert Schuman
- 1959 George C. Marshall
- 1960 Joseph Bech
- 1961 Walter Hallstein
- 1963 Edward Heath
- 1964 Antonio Segni
- 1966 Jens Otto Krag
- 1967 Joseph Luns
- 1969 Evropská komise
- 1970 François Seydoux de Clausonne
- 1972 Roy Jenkins
- 1973 Salvador de Madariaga
- 1976 Leo Tindemans
- 1977 Walter Scheel
- 1978 Konstantin Karamanlis
- 1979 Emilio Colombo
- 1981 Simone Veil
- 1982 španělský král Juan Carlos I.
- 1984 Karl Carstens
- 1986 obyvatelé Lucemburska
- 1987 Henry A. Kissinger
- 1988 François Mitterrand a Helmut Kohl
- 1989 bratr Roger z komunity v Taizé
- 1990 Gyula Horn
- 1991 Václav Havel
- 1992 Jacques Delors
- 1993 Felipe González
- 1994 Gro Harlem Brundtland
- 1995 Franz Vranitzky
- 1996 nizozemská královna Beatrix
- 1997 Roman Herzog
- 1998 Bronislaw Geremek
- 1999 Tony Blair
- 2000 Bill Clinton
- 2001 György Konrád
- 2002 Euro
- 2003 Valéry Giscard d'Estaing
- 2004 Pat Cox
- 2004 mimořádná cena: papež Jan Pavel II.
- 2005 Carlo Azeglio Ciampi
- 2006 Jean-Claude Juncker
- 2007 Javier Solana
- 2008 Angela Merkelová
- 2009 Andrea Riccardi
- 2010 Donald Tusk
- 2011 Jean-Claude Trichet
- 2012 Wolfgang Schäuble
- 2013 Dalia Grybauskaitė
- 2014 Herman Van Rompuy
- 2015 Martin Schulz
- 2016 František
- 2017 Timothy Garton Ash
- 2018 Emmanuel Macron
- 2019 António Guterres
- 2020 Klaus Iohannis
- 2022 Svjatlana Cichanouská, Maryja Kalesnikavová, Veranika Capkala[1]
- 2023 Volodymyr Zelenskyj a lidé na Ukrajině
- 2024 Pinchas Goldschmidt, vrchní rabín, předseda Konference evropských rabínů (CER) a židovských obcí v Evropě
- 2025 Ursula von der Leyenová

## Cena Karla Velikého pro mladé Evropany
Od roku 2008 je udělováno toto ocenění mladým lidem do 30 let, kteří vytvářejí dobrovolnické projekty podporující myšlenky evropské sounáležitosti a vzájemného pochopení v praxi. Národní kola této ceny probíhají v každé zemi Evropské unie, vítězové z každého státu jsou pozváni na slavnostní vyhlášení do Cách. Cena je udělována Evropským parlamentem a Nadací pro Mezinárodní cenu Karla Velikého v Cáchách.

##### Čeští vítězové
- V roce 2012 poprvé obsadil jedno z tří vítězných míst český dobrovolnický projekt Evropa dělá školu (Europe meets school, Europe macht School), který umožnil zapojit incomingové Erasmus studenty Univerzity Karlovy do výuky na českých základních a středních školách. Studenti si tak vyzkoušeli učit v jiné zemi a čeští školáci a studenti si mohli otestovat, jak porozumí výuce vedené zahraničním studentem v cizím jazyce. Témata korespondovala s rodnou zemí studenta a předmětem výuky. (Například - slovinský student učil o Josipu Plečnikovi v hodině výtvarné výchovy.) Projekt organizovala a zaštiťovala do roku 2021 Evropská kancelář Zahraničního oddělení Univerzity Karlovy (Dr. Ivana Herglová) ve spolupráci s Erasmus clubem Filosofické fakulty a Erasmus studenty. Z tohoto prostředí vzešel i národní vítěz Ceny Karla Velikého z roku 2014 - anglická online verze univerzitního časopisu i-forum, kam přispívali zejména Erasmus studenti píšící o svých zkušenostech se studiem i o zajímavostech v ČR.
- V roce 2021 vyhrál cenu Karla Velikého pro mladé komerční český projekt Fakescape, který na bázi únikových her učí rozpoznávat dezinformace a fakenews studenty středních a základních škol. Vznikl na základě spolupráce studentského spolku a Katedry politologie Masarykovy univerzity, přispěla na něj nadace O2.